# لطفي الحفار
لطفي الحفار (1885-1968)، سياسي سوري من دمشق، كان أحد قادة الحركة الوطنية ضد الاستعمار الفرنسي في بلاده وتولى رئاسة الحكومة السورية لفترة وجيزة عام 1939. هو أحد مؤسسي كلّ من حزب الشعب والكتلة الوطنية والحزب الوطني الذي ولِد بعد جلاء الفرنسيين في 17 نيسان 1946. إضافة، هو صاحب مشروع جرّ مياه عين الفيجة إلى العاصمة دمشق، عندما كان نائباً لرئيس غرفة تجارة دمشق. ويُعتبر لطفي الحفار من الآباء المؤسسين للجمهورية السورية وهو والد الأديبة سلمى الحفار الكزبري.

## بداية
ولِد لطفي الحفار بحي الشاغور بدمشق سنة 1885 وهو ابن أسرة عريقة ومحافظة. دَرس الفقه الإسلامي على يد العلامة جمال الدين القاسمي ومفتي بلاد الشام الشيخ عطا الله الكسم، وحاول الالتحاق بالجامعة الأميركية في بيروت ولكن والده التاجر حسن الحفار منعه من ذلك  قائلاً: «لا فائدة من هذه المدارس إلا تضيع الوقت وفقدان الدين.»

## العمل السياسي أيام الدولة العثمانية
كان لطفي الحفار في شبابه أحد مؤسسي جمعيه النهضة العربية سنة 1906، والتي هدفت إلى رفع الوعي القومي لدى العرب ومحو الأمية عند أهالي دمشق عبر إنشاء غرف قراءة في مختلف حياء المدينة، بدلاً من زوايا الكُتّاب المتخصصة في تحفيظ القرآن والمنتشرة في منطقة الشيخ محيّ الدين على سفح جبل قاسيون وفي حيّ الصالحية. كان الحفار مولعاً بالقراءة وتواقاً للأفكار الجريئة الخارجة عن المألوف في المجتمع المحافظ، فقد طالب مثلاً بتحرر المرأة من قيد الرجال، إضافة لوضعه عدد من الأبحاث القيمة عن مسرح شكسبير وعن مهنة التمثيل في دمشق. تنصل من الخدمة الإلزامية بعد تبرع والده بأربعمائة كيلو من الفاصولياء سنوياً لدعم المجهود الحربي في الدولة العثمانية، وتفرغ خلال سنوات الحرب العالمية  الأولى للعمل الأهلي والكتابة في الصحف.

## الحفار وغرفة تجارة دمشق
انتُخب لطفي الحفار نائباً لرئيس غرفة تجارة دمشق عام 1922 وكُلف بعضوية اللجنة الجمركية المشتركة بين سورية ولبنان. بالتعاون مع رئيس الغرفة عارف الحلبوني، أصدر الحفار نشرة اقتصادية شهرية عن طريق الغرفة وكتب فيها مقالاً ضد التهريب إلى فلسطين ولبنان، وآخر طالب فيه بتعليم الحرف التقليدية في مدارس الحكومة، بدلاً من التركيز فقط على دراسة الطب والهندسة. سافر إلى بيروت ممثلاً عن غرفة التجارة في تشرين الأول 1925، للتفاوض مع المندوب السامي موريس سراي على وقف إطلاق النار في مدينة دمشق خلال الثورة السورية الكبرى. توصل الحفار إلى تسوية مع الفرنسيين، قوامها وقف القصف مقابل خروج كافة المسلحين وعودتهم إلى الغوطة الشرقية. في نفس العام انتخب رئيساً للجنة إعانة منكوبي الثورة في دمشق، وقام بإطعام وإكساء ثمانية آلاف شخص من أطفال وعجزة ومشردين.

## وزيراً في حكومة الداماد أحمد نامي
بدأت السياسية تأخذ من وقته وجهده أكثر فأكثر، فقد عُين وزيراً للأشغال العامة والتجارة لمدة خمسة أسابيع عام 1926 في حكومة وطنية شكلها الداماد أحمد نامي. ولكنّ الفرنسيين أمروا باعتقاله بتهمة التواصل مع الثوار في غوطة دمشق. نُفي الحفار إلى الحسكة ومعه أصدقائه الوزراء فارس الخوري وحسني البرازي، وفور إطلاق سراحهم وعودتهم إلى دمشق بعد منفى دام ثلاث سنوات، شارك لطفي الحفار مع كلا الرجلين بتأسيس الكتلة الوطنية، وهي أكبر تجمع سياسي عرفته البلاد أيام الاحتلال، يطمح لجلاء الفرنسيين وتحقيق وحدة الأراضي السورية والاستقلال التام عن طريق العمل السياسي، عبر مؤسسات الدستور والبرلمان والسُّلطة التنفيذية، بدلاً من النضال المسلح. وكان قبلها قد شارك في تأسيس حزب الشعب مع الدكتور عبد الرحمن الشهبندر عام 1925، ولكن هذا الحزب لم يستمر طويلاً بسبب اندلاع الثورة السورية الكبرى. بدعم من تجار كل من دمشق وحلب ولدت الكتلة الوطنية من رحم إخفاقات الثورة السورية الكبرى ونتيجة الدمار الهائل التي خلّفته في معظم المدن السورية. أصبح لطفي الحفار من أبرز شخصيات مكتب الكتلة في دمشق، مع شكري القوتلي وفخري البارودي وجميل مردم بك، وانتخب نائباً عن مدينته لوضع أول دستور جمهوري عام 1928 وحافظ على مقعده النيابي دون انقطاع حتى عام 1949.

## مشروع مياه عين الفيجة
في صيف العام 1920 سافر لطفي الحفار إلى مصر وتجول في شوارع القاهرة والإسكندرية، فأُعجب إعجاباً بالغاً بشبكة المياه المتطورة الممتدة داخل المدن الكبرى، مقارناً بينها وبين دمشق التي كان أهلها وقاطنيها يعتمدون فقط على مياه نهر بردى للشرب، الملوَّثة في معظم الأحيان والمولِّدة لكثير من الأمراض والأوبئة، مثل التفوئيد والزخار والكوليرا. قرر الحفار دراسة التجربة المصرية وتطبيقها في دمشق إن أمكن، فأجرى اتصالات مكثفة مع مساهمين سوريين مقيمين في القاهرة، يملكون أسهم في شركة المياه المصرية، وقام بزيارة مكاتب الشركة للاجتماع مع المدراء والمهندسين الفنيين العاملين بها. أعرب المساهمون السوريون عن رضاهم التام عن استثمارهم في هذا المشروع، وقالوا بأنهم لا يقبلون بيع أسهمهم مهما حققت لهم من أرباح، مشيرين إلا أن عائداتها السنوية تصل أحياناً إلى عشرون بالمئة من رأس مالهم المستثمر. عاد الحفار إلى دمشق بعد اكتمال معالم المشروع في ذهنه لإنشاء شركة أهلية مساهمة تهدف إلى جر مياه نبع عين الفيجة إلى العاصمة السورية، والتي كانت من أنقى وأبرد مياه الينابيع في الشرق الأوسط. عرض الفكرة على عارف الحلبوني فقبلها على الفور وقامت غرفة تجارة دمشق بتبنيها.
نظراً إلى الأقبية الرومانية القريبة من نبع الفيجة في سفح وادي بردى، تبين للحفار والحلبوني أن الرومان كانوا يستخدمون تلك المياه تفسها خلال حكمهم في دمشق قبل قرون عدة. الفكرة لم تكن جديدة أبداً فقد بدئها الوالي العثماني ناظم باشا عام 1905، عندما نقل تلك المياه الطبيعية إلى المدينة عبر أساطل، بلغت كميتها في ذلك الوقت ألفي متر مكعب في اليوم الواحد. عاد الحفار إلى سجلات بلدية دمشق وتبين له أن كلفة جر المياه عام 1905 كانت أربعون ألف ليرة ذهبية: 20 ألف لإيصال المياه من النبع إلى الحوض، و14 ألف من الحوض إلى المنهل، وستة آلاف ذهبه نفقات إنشاء وأجور عمال.  بعد إشباع مشروع ناظم باشا دراسةً توجه لطفي الحفار إلى رئيس بلدية دمشق يحيى الصواف وحصل على دعمه للمشروع، ثم طلب دراسة قانونية من صديقه فارس الخوري، قدمت أمام مجلس غرفة التجارة في كانون الثاني 1922 وتمّ تبنيها كحجر أساس لمشروع الفيجة. قرر تجار الشام تأسيس شركة مساهمة وطنية، كانت الأولى من نوعها بين القطاع العام والخاص، هدفها «نقل وتوزيع مياه نبع عين الفيجة على أهالي مدينة دمشق،» مقابل مبلغ من المال يدفعونه سنوياً عن كميات المياه التي يطلبون الاشتراك بها، شرط أن تكون مرتبطة بالملك، لا يجوز التنازل عنها أو بيعها إلا مع بيع العقار، ويتم تسجيل ملكية المياه في الصحيفة العقارية لجميع دور دمشق. شُكلت لجنة للحصول على الامتياز القانوني باسم «مدينة دمشق،» ضمت إضافة للحفار والحلبوني والخوري كل من الوجيه سامي باشا مردم بك نائب دمشق في الحكومة الفيدرالية السورية، وأنطون سيوفي نجل صاحب مصرف صباغ وسيوفي، وعطا العظمة ممثلاً عن بلدية العاصمة، ورئيسها يحيى الصواف. طلبت اللجنة استشارة فنية من حكومة الرئيس صبحي بركات، فأرسل المهندس المائي رشدي سلحب إلى غرفة التجارة، الذي قدّم تقريراً مفصلاً للأعضاء وقدّر أن تكاليف المشروع تصل إلى 150 ألف ليرة عثمانية ذهبية. قرر الحفار فتح الاكتتاب العام على هذا الأساس، بعد الحصول على كافة الموافقات القانونية، ليباع المتر الواحد من الماء بالتقسيط لمن يرغب بقيمة 30 ليرة ذهبية.
ولكن تبين له سريعاً أن شركتان فرنسيتان كانتا قد تأسستا في نفس الفترة، من خلف ظهر التجار السوريين، يطمحان للحصول على نفس الامتياز، مدعومين من قبل عدد من المستشارين الفرنسيين المقيمين في بيروت. تقدم الحفار بالطلب إلى ما كان يعرف بلجنة «الدروس الاقتصادية» التي كان يرأسها المفوض السامي ماكسيم ويغان، وكانت تجتمع في بيروت نهاية كل شهر، ولكن الطلب قوبل بالمماطلة والتأجيل المتكرر من قبل الموظفين الفرنسيين وأعوانهم من السوريين واللبنانيين.
عند سؤاله عن السبب جاء أحد المستشارين الفرنسيين، السيد شوفالير، وتحدث مع لطفي الحفار بكل صراحة قائلاً:
أنت يا مسيو حفار تطالب بأخذ امتياز لجلب مياه عين الفيجة إلى دمشق بواسطة مشروع اسمح لي أن أقول لك أنه مشروع خيالي لم يسبق أن قام على مثله عمل فني ومالي. عدا أن أهالي مدينتك الذين يشربون من مياه نهر بردى مجاناً لا يعطوك ولن يعطوك 150 ألف ليرة ذهبية عثمانية لتحقيق مشروعك. لهذا كله أنصحك أن تتفاوض مع شركة مياه بيروت أو شركة الكومندان فيريه لتحقيق المشروع لأن لديهما الخبرة الفنية والمقدرة المالية للقيام به على أحسن وجه، وثق جيداً بأن المراجع العليا هي التي أوعزت إلي أن أقدم لك هذه النصيحة، وبذلك نضمن لك الآن وفي المستقبل فوائد مادية كبيرة لا يمكن أن تحقق منها شيء في مشروعك الخيالي. 
اجتمع هذا الرجل مع لطفي الحفار وعارف الحلبوني كل على حدا وعرض عليهما رشوة كبيرة، تكون عبارة عن أسهم بالشركة الفرنسية بقيمة عشرون ألف ليرة ذهبية، وعضوية دائمة في مجلس الإدارة مع عائدات سنوية لا تقل عن 500 ليرة عثمانية. شرطه الوحيد طبعاً كان أن يسحبوا طلبهم المقدم باسم تجار الشام إلى المفوضية العليا في بيروت. تظاهر الحفار بقبول العرض وأشيع ذلك في الأوساط السياسية بطلب مباشر منه، لكي يأمن جانب المستثمرين الفرنسيين، وقال للجميع بأنه فعلاً انسحب من المشروع، ثم سافر بعدها إلى بيروت لحضور الجلسة الشهرية للجنة الاقتصادية برئاسة ماكسيم ويغان، وفور دخوله عليه، فاتحه بموضوع الامتياز مجدداً. استغرب الجنرال الفرنسي سؤاله عن المشروع كونه علم أن السوريين قد انسحبوا منه كلياً، فصارحه الحفار بكل ما حدث، وبكل التهديدات والرشاوى. استمع ويغان إلى كل شيء وأبدى إعجابه بموقف الرجل وإصراره، فقام بتوقيع الامتياز في اليوم التالي وقدّمه للحفار بنفسه، قائلاً: «هذا مشروعكم موقّع مني فأنا لا أستطيع إلا الموافقة عليه بعد أن رأيت فيك هذا الاندفاع ولكني أرجو أن تنجح هذه التجربة.» 
كان ذلك في شباط عام 1924 أي بعد حوالي السنتين من الأخذ والرد المتواصل. بدأت الأعمال الإنشائية فوراً ولكنها توقفت بعد سنة ونصف سنة بسبب اندلاع الثورة السورية الكبرى. بعدها تشكلت لجنة جديدة لإعادة تفعيل المشروع بعد انقطاع دام ثلاث سنوات ضمت عدد من الوجهاء: لويس قشيشو من المسيحيين وإكليل مؤيد العظم عن عائلات دمشق الكبرى، وموسى طوطح عن مجلس الطائفة اليهودية، ومحمد سعيد اليوسف، نجل أمير الحج الدمشقي أيام العثمانيين، عبد الرحمن باشا اليوسف. قاموا بإنشاء جمعية ملّاكي المياه، ذهبت رئاستها لعبد الحميد دياب، التاجر والصناعي الذي ارتبط اسمه لاحقاً بالشركة الخماسية. طلب لطفي الحفار من المؤسسين تأجيل أقساط كل المستثمرين وأصحاب الأسهم الذين تضرروا من تدمير أملاكهم ومتاجرهم خلال العدوان الفرنسي على دمشق، ونتيجة زيادة عدد سكان دمشق من النازحين بسبب تلك الأحداث الدامية رفع عدد العمال إلى 2500 لحفر أربعين نفق في الجبال بين دمشق ونبع الفيجة، ووضع خزان جديد على أعلى قمة من جبل قاسيون، بسعة 10 آلاف متر مكعب، أكبر بأربع مرات من خزان الصالحية، لتلبية حاجات سكان دمشق الجدد. تم تدشين المشروع بعد عشر سنوات من بداية الحلم في 3 آب 1932 بحضور رئيس الجمهورية المنتخب قبل أسابيع محمد علي العابد، الذي خطب وبارك جهود الأهالي والتجار، ثم تلاه فارس الخوري على المنبر، بصفته أحد الآباء المؤسسين لمشروع الفيجة، وخاطب الحضور قائلاً: «أجل إن أمّتنا فقيرة بالمال ولكنها غنية بالإيمان الوطني، ومتى كان للأمة إيمانها فإنها تكون قادرة على صنع المعجزات.»

## الوصول إلى الحكم عام 1936
في العشرينيات شارك الحفار في تأسيس حزب الشعب ثمّ الكتلة الوطنية، وعمل على وضع الدستور السوري، وفي عام 1936 كان من مهندسي إضراب عام شمل البلاد بطولها وعرضها، الذي عُرف بالإضراب الستيني، وجاء رداً من الوطنيين على اعتقال زميلهم النائب فخري البارودي.  اعتقله الفرنسيون مجدداً وتم إطلاق سراحه بعد التوصل إلى تسوية سياسية مع الرئيس هاشم الأتاسي، حيث سافر وفد من الكتلة إلى فرنسا وتوصلوا إلى اتفاق يمنح سورية استقلالها التدريجي على مدى خمسة وعشرين عاماً، مقابل إعطاء فرنسا حقوق عسكرية وثقافية في البلاد في حال نشوب حرب عالمية ثانية في أوروبا. أدت معاهدة 1936 إلى استقالة الرئيس محمد علي العابد من منصبه وانتخاب هاشم الأتاسي خلفاً له، كما أوصلت فارس الخوري إلى سدة البرلمان. اعترافاً بإخلاصه وتفانيه في العمل الوطني، عُيّن لطفي الحفار وزيراً للمالية في حكومة الرئيس جميل مردم بك من كانون الأول 1936 وحتى تموز 1938.

## حكومة لطفي الحفار
في شباط 1939 كلَّف الرئيس هاشم الأتاسي صديقه لطفي الحفار بتشكيل حكومة جديدة، خلفاً لحكومة جميل مردم بك ولكن وزارته لم تستمر أكثر من أربعين يوماً فقط بسبب تصادم الوطنيين مع سلطات الانتداب الفرنسية إثر رفض برلمان فرنسا التصديق على معاهدة عام 1936 وسلخ منطقة لواء اسكندرون وإعطائها إلى فرنسا قبل بدء الحرب العالمية الثانية. تولى الحفار حقيبة المعارف في حكومته، وأوكل إلى الوجيه مظهر رسلان من حمص بحقيبتي الدفاع والداخلية، كما كلّف فايز الخوري، وهو من زعماء الكتلة الوطنية، بوزارة الخارجية، وسمى نسيب البكري من دمشق وزيراً للعدلية. استقال الحفار من منصبه واستقال بعده بأشهر قليلة الرئيس هاشم الأتاسي، لينهار العهد الوطني برمته في منتصف صيف العام 1939.

## مقتل الشهبندر
تعرّض الحفار بعدها إلى مضايقات عدة من قبل الفرنسيين، كتوجيه الاتهام إليه وإلى رفاقه جميل مردم بك وسعد الله الجابري باغتيال خصمهم السياسي الدكتور عبد الرحمن الشهبندر، الذي قُتل في عيادته بدمشق في تموز 1940. استنكر الحفار كل الاتهامات، وتألم كثيراً لهذا المشهد الحزين كون أن الشهبندر كان من أصدقائه المقربين، بالرغم من الخصومة السياسية بينه وبين زعماء الكتلة الوطنية الناجمة عن معارضة الأخير لاتفاقية عام 1936. هرب الزعماء الثلاثة، لطفي الحفار وسعد الله الجابري وجميل مرد بك إلى العراق، حلّوا ضيوفاً على الرئيس نوري السعيد حتى ثبتت براءتهم التامة من جميع التهم الموجهة إليهم أمام القضاء العسكري الفرنسي بدمشق. وقد قامت ابنته سلمى الحفار بوضع كتاب عن تجربة أبيها خلال حادثة اغتيال الشهبندر، صدر بعنوان «يوميات هالا.»

## مواجهة حسني الزعيم
في آب 1943 دخل لطفي الحفار المجلس النيابي مجدداً نائباً عن دمشق وانتخب على قائمة الكتلة الوطنية مع رئيس الجمهورية شكري القوتلي، وتسلَّم وزارة الداخلية في عهده من آب 1945 وحتى نيسان 1946. بتكليف من الرئيس القوتلي شارك بتأسيس جامعة الدول العربية في مصر، وعُيّن عضواً في مؤتمر بلودان وممثلاً عن سورية في مجلس الجامعة الدائم في القاهرة. وفي مطلع عهد الاستقلال، تم تحويل الكتلة الوطنية إلى حزب سياسي يدعى الحزب الوطني، تسلّم الحفار رئاسته عام 1947. خلال حرب فلسطين عُين نائباً لرئيس مجلس الوزراء جميل مردم بك، وهو منصب مستحدث خصيصاً له. وعند وقوع انقلاب حسني الزعيم في آذار 1949 ذهب الحفار برفقة خمسون نائباً لحضور اجتماع طارئ في مبنى وزارة الخارجية، بعد تعطيل عمل المجلس النيابي والدستور، كان قد دعى إليه الرئيس فارس الخوري للتباحث بكيفية التعامل مع حاكم سورية العسكري الجديد. قال الحفار لزملائه يومها: «إنّ نواب هذه الأمة، نواب هذا المجلس، اقسموا اليمين على احترام الدستور والمحافظة على أحكامه. الانقلاب الذي جرى أمس هو خرق للدستور وعدوان صارخ عليه وعلى سلطة البلاد،» واصفاً اعتقال رئيس الجمهورية ورئيس الوزراء خالد العظم بأنه «جريمة» لا يجوز السكوت عليها أبداً. «إنني أطلب من إخواني الحفاظ على القسم المقدس.» 
وصل كلام الحفار فوراً لمسامع حسني الزعيم، فأمر بوضعه تحت الإقامة الجبرية في داره، ولم يتم الإفراج عنه إلا بعد تدخل رئيس وزراء لبنان عبد الحميد كرامي. أجابه حسني الزعيم: «لو وافق النواب لطفي الحفار لكانوا خربوا بيتي، ومع ذلك أقول لك بأنني أحترم ذلك الرجل لأنه شريف ولأنه جريء.»

## في الخمسينات
في منتصف الخمسينيات ترشّح لطفي الحفار لرئاسة الجمهورية السورية ضد رئيس الوزراء الأسبق خالد العظم، ولكنه انسحب من المعركة الانتخابية قبل أن تبدأ عند عودة شكري القوتلي من منفاه في مصر وتقديم نفسه مرشحاً للرئاسة. عند فوز الأخير حاول رد الجميل لصديقه القديم وعرض عليه رئاسة الحكومة مجدداً، ولكن حزب البعث العربي الاشتراكي اعترض بشدة على هذا التكليف، معتبراً أن لطفي الحفار كان يمثل أقصى أنواع الرأسمالية التي طمح الاشتراكيون لتدميرها وإبعادها عن الحكم.  أعلن الحفار عن تقاعده من العمل السياسي، بسبب بلوغه سن السبعين، وتفرغه لأسرته وللكتابة، فصار يستضيف ندوة ثقافية في داره كل يوم أربعاء، ويواكب الحركات المسرحية في سورية ولبنان. ظهر أمام الناس في معرض دمشق الدولي في حفلة للسيدة أم كلثوم، يغني معها طرباً «دليلي احتار،» وكان لا يغيب عن أمسيات فيروز في مهرجانات بعلبك منذ عام 1957.

## الحفار وعبد الناصر
لم تعجبه الطريقة العشوائية التي قامت بها الوحدة السورية المصرية ولكنه باركها وأرسل تهنئة للرئيس جمال عبد الناصر، نُشرت في الصحف المصرية والسورية. في مجالسه الخاصة، كان لطفي الحفار شديد الانتقاد للضباط السوريين الذين سلّموا البلاد للرئيس المصري ووافقوا على نقل العاصمة إلى القاهرة، وعلى حل جميع الأحزاب السياسية، ويبدو أن هذا الكلام وصل لمسامع الرئيس عبد الناصر، الذي منعه من العودة إلى سورية في آذار 1958. أقام في بيروت عشرة أشهر متواصلة، أُجبر خلالها على الاستقالة من منصبه كمراقب عام في مؤسسة عين الفيجة بدمشق، التي كان قد اتخذه في سنوات التقاعد لسد العجز المالي الذي كان يمر به. منعت عنه السلطات المصرية راتبه التقاعدي، ضاربةً بعرض الحائط دور الرجل في تأسيس مصلحة المياه السورية، فأقام دعوة أمام القضاء لاسترداد حقوقه، وهي عبارة عن 25 ألف ليرة سورية، ربحها المحامي عبد القادر الميداني من وزارة الشؤون الاجتماعية والعمل.
توسط نادر الكزبري، سفير الجمهورية العربية المتحدة في الأرجنتين وزوج الأديبة سلمى بنت لطفي الحفار، مع السفير المصري السابق في دمشق محمود رياض، لعودة عمّه من منفاه القسري. جاء الجواب من عبد الناصر شخصياً بالموافقة، شرط أن تكون العودة عبر مطار القاهرة وليس عن طريق بيروت، وطُلب منه التوقف أولاً في قصر القبة لكتابة عبارات الثناء والولاء والتبجيل لجمال عبد الناصر. وافق الحفار على هذا الطلب، كونه لم يكن يرغب بفتح معركة مع حاكم سورية الجديد، وعاد إلى دمشق بعد أيام قليلة حزيناً ومقهوراً. تم تسريح صهره نادر الكزبري من وظيفته في وزارة الخارجية في ما تبين لاحقاً بأنها محاولة إضافية لمعاقبة لطفي الحفارعلى مواقفه.
أصدر عبد الناصر بعدها أمراً بفتح تحقيق مع لطفي الحفار حول مبلغ من المال كان قد تسلّمه من الحكومة عندما كان وزيراً للداخلية عام 1944، لتوزيعه على عدد من الصحفيين السوريين. لم يكن يفرط بأي ورقة أو وصل، فأثبت لهم أنه سدد المبلغ المطلوب منذ عام 1949 ولكن السلطات لم تعترف بذلك وفُرض عليه تسديده مجدداً، حتى لو من جيبه الخاص. لم يكن يخفى على أحد في دمشق أن لطفي الحفار، ثري الأمس، كان يعاني من أزمة مالية خانقة، مما اضطره لبيع منزله في شارع أبو رمانة لأحد أصدقائه، وهو صلاح شيخ الأرض، لتسديد الديون المتراكمة عليه، نتيجة صرفه الدائم على الحركة الوطنية منذ أيام الشباب وصولاً إلى سن الكهولة. في أوراقه الخاصة الغير معدة للنشر، اعترف الحفار بأنه تديّن 1600 ليرة ذهبية من أشقائه، وخمسون ليرة ذهبية من زوجته مسرة السقطي، وخمسة وأربعون ليرة ذهبية من أبناء عمومه، وكان يخصم مبلغ من راتبه النيابي في مطلع كل شهر لتسديد الديون لجميع هؤلاء. حتى عند شرائه متراً واحداً من ماء الفيجة لمنزله القديم في سوق الصوف بحيّ الشاغور، فقد فضّل الحفار التقسيط لأنه لم يكن يملك الثلاثون ليرة المطلوبة يومئذ.
عند وقوع انقلاب الانفصال عام 1961، فتحت إذاعة صوت العرب في القاهرة نيرانها على لطفي الحفار، ووصفته جريدة الأهرام بأنه «من كبار الإقطاعيين القدماء المعروف عنه أنه كان دائماً من الموالين للاستعمار وللقوى الرجعية.» رد لطفي الحفار على هذه الاتهامات بهدوء وقال: «لم يتركجمال عبد الناصر أحداً من شره وأكاذيبه، ولكنني لم اهتم لما ورد في خطابه من كذب وافتراء ولم أبال به وعولت على عدم الإجابة.»

## اعتقال الحفار في زمن الانفصال
لم تنتهي الإهانات عند هذا الحد، وفي 28 آذار 1962، تم اعتقال لطفي الحفار مجدداً في سجن المزة العسكري، بالرغم من اعتزاله السياسة منذ سنوات طويلة وتقدمه في السن حيث شارف يومها على الثمانين من العمر. تم اعتقاله ومعه رئيس الحكومة معروف الدواليبي ورئيس البرلمان مأمون الكزبري، ورؤساء الحكومات السابقة خالد العظم وصبري العسلي. دخل عسكري على لطفي الحفار في داره وقال له: «أرجوا يا سيدي أن ترافقني حالاً وأن لا تواخذني على إزعاجك فأنا عبد مأمور ونحن أولادكم.» رد الحفار بغضب بالغ: «لا، لستم أولادنا لأننا لم نرب أولادنا على اقتحام دور المواطنين وتوقيفهم دون مذكرة توقيف ولا على اللعب بالأوطان ونسف القوانين. أمهلني قليلاً لأحضر أدويتي.» نُقل بعدها إلى السجن في سيارة جيب عسكرية في ساعة متأخرة بعد منتصف الليل، وهو يرتجف من البرد القارص، وهنا صاح بأعلى الصوت المتهدج: «أنا مريض، أنا بردان...ارحمونا يا ناس.» وضعوه في زنزانة كبيرة، فيها حمام واحد فقط لحوالي ثلاثون معتقل، حيث بقوا مدة أسبوعين، لا يأكلون إلا رغيف خبز واحد في اليوم وخمس زيتونات فقط. أطلق سراح الحفار وأعيد إلى داره يوم 11 نيسان 1961.
لم يعش لطفي الحفار طويلاً بعدها وتوفي في داره بدمشق في 4 شباط 1968 وفوق رأسه لوحة مكتوبة بخط عربي كتب عليها آيات من الذكر الحكيم: «وجعلنا من الماء كل شيء،» وأخرى تقول: «وسقاهم ربهم شراباً طهوراً.»

## أوراق لطفي الحفار
في عام 1954، جُمعت بعض مقالات وخطابات لطفي الحفار بكتاب بحققه الصحفي السوري وجيه بيضون وأشرف الحفار على طباعته بدمشق. وفي عام 1997 نشرت الأديبة سلمى الحفار الكزبري كتاب جامع عن حياة أبيها بعنوان «لطفي الحفار: مذكراته، حياته وعصره» نشر عن دار رياض نجيب الريّس في لندن.

## عائلة لطفي الحفار
اشتهرت سلمى الحفار بنت لطفي الحفار في الأوساط الأدبية العربية من الخمسينيات وحتى وفاتها في لبنان سنة 2006، وكانت شقيقتها لميس الحفار مديرة لدار السعادة للمسنين في دمشق حتى وفاتها عام 2018. أما حفيدة لطفي الحفار، رشا الكزبري، فهي فنانة تشكيلية مقيمة بدمشق، متزوجة من رجل الأعمال بسام الخجا.